# Маяк Кейп-Спенсер
Маяк Кейп-Спенсер (англ. Cape Spencer Lighthouse) — маяк, расположенный на мысе Кейп-Спенсер на восточном входе в гавань города Сент-Джон из залива Фанди, графство Сент-Джон, провинция Нью-Брансуик, Канада. Построен в 1873 году.

## История
Город  Сент-Джон был одним из первых поселений европейцев в Северной Америке (основан в 1604 году) и крупнейшим портом провинции Нью-Брансуик, потому судоходство в этом районе было достаточно оживлённым. В 1871 году правительство Нью-Брансуика выделило средства на строительство маяка. В 1873 году строительство было завершено, 15 июня того же года маяк был введён в эксплуатацию. Маяк представлял собой деревянную квадратную башню пирамидальной формы высотой 11 метров, к которой было пристроено жилище смотрителя. Общая стоимость строительства составила 6 848 канадских доллара. В 1877 до станции была проложена дорога, существенно упростившая её снабжение. В 1898 году смотритель маяка получил ручной противотуманный сигнал, но он был недостаточно громким. В 1908 году было построено деревянное здание для противотуманного сигнала, склад для угля и нефти и жилище для инженера, его обслуживающего. В 1913 году на станции была установлена электрическая осветительная установка. В 1916 году на станции заменили аппарат противотуманного сигнала на более современный и построили новое здание для него. В 1918 году было построен новый маяк вместо изношенного старого. Он представлял собой белую восьмиугольную бетонную башню с красной полосой и восьмиугольным помещением для фонаря на вершине, выкрашенным в красный. 29 ноября 1927 года здание противотуманной сигнализации сгорело при пожаре, но в следующем году вместо него было построено новое. В 1971 году маяк был заменён скелетной башней с автоматическим маяком. В 1983 году она также была заменена конической башней из стекловолокна также с автоматическим маяком. В настоящее время маяк находится в собственности канадской береговой охраны.